# Bezing
Pour les articles homonymes, voir Bezing.
Bezing est une ancienne commune française du département des Pyrénées-Atlantiques. Au mois de février 1868, la commune fusionne avec Boeil pour former la nouvelle commune de Boeil-Bezing.

## Géographie
Bezing est situé à l'est du département, à onze kilomètres au sud-est de Pau.

## Toponymie
Le toponyme Bezing apparaît sous les formes 
la cort de Bezii (1343, hommages de Béarn), 
Besii et Besinch (respectivement 1385 et 1402, censier de Béarn), 
Bessincq, Vesin, Besin et Bezincq (respectivement vers 1538, 1546 et 1675 pour les deux dernières formes, réformation de Béarn), 
Besing (1793 ou an II) et 
Bézing (1863, dictionnaire topographique Béarn-Pays basque).
Bezing renvoie au besiaü qui était la communauté de voisins, autrefois chargée de la gestion de la commune, terme dérivé du latin viciniu(m), communal, parent du latin populaire *vecinu(s) (latin classique vicinus, dérivé de vicus) qui a donné 'voisin' en français.

## Histoire
Paul Raymond note qu'en 1385, Bezing comptait quatre feux et dépendait du bailliage de Pau.
Bezing resta sous la juridiction des jurats de Pau jusqu'en 1576.

## Culture locale et patrimoine

### Patrimoine religieux
Le temple était à l'origine l'église de Bezing, l'église Saint-Girons qui date du XVIe siècle. En 1806, elle fut mise à disposition des protestants et devint un temple réformé.

## Démographie
| 1793 | 1800 | 1806 | 1821 | 1831 | 1836 | 1841 | 1846 | 1851 |
| ---- | ---- | ---- | ---- | ---- | ---- | ---- | ---- | ---- |
| 99   | 100  | -    | 142  | 166  | 147  | 131  | 154  | 150  |

| 1856 | 1861 | - | - | - | - | - | - | - |
| ---- | ---- | - | - | - | - | - | - | - |
| 157  | 139  | - | - | - | - | - | - | - |

## Pour approfondir